# LM5
LM5 è il quinto album in studio del gruppo musicale britannico Little Mix, pubblicato il 16 novembre 2018.

## Antefatti
A inizio febbraio 2018, Leigh-Anne Pinnock annunciò che l'album sarebbe stato pubblicato più avanti nel corso dell'anno, e sarebbe stato supportato da un tour in programma nel 2019. Il 10 marzo, Jade Thirlwall ha rivelato sul suo Instagram che era stata registrata la prima canzone dell'album, che in seguito si è rivelata essere Monster in Me. Hanno poi pubblicato un'anteprima della canzone Joan of Arc il 16 agosto. Il 15 ottobre 2018, il gruppo annunciò che l'album sarebbe stato pubblicato il 16 novembre e rivelò anche il nome dell'album, oltre alle sue tre edizioni. Due giorni dopo, la tracklist dell'album è stata rivelata sui social media.

## Promozione

### Singoli
Woman like Me è stato pubblicato il 12 ottobre 2018 come primo singolo dell'album. La canzone ha debuttato alla quinta posizione nella classifica dei singoli britannici. Il video è stato pubblicato il 25 ottobre 2018. Il 28 ottobre si sono esibite ad X Factor. Il 2 novembre la canzone raggiunge la seconda posizione nella classifica britannica. Le Little Mix e Nicki Minaj si sono esibite assieme ai MTV Europe Music Awards il 4 novembre.
Il 21 gennaio 2019 è stato annunciato che Think About Us in collaborazione con Ty Dolla Sign sarebbe stato il secondo singolo.

### Singoli promozionali
Prima della pubblicazione dell'album, sono stati pubblicati tre singoli promozionali: Joan of Arc il 2 novembre 2018, Told You So il 9 novembre, e The Cure il 13 novembre. Video per altre due tracce dell'album, More Than Words e Strip, sono stati pubblicati il 16 novembre.

### Tour
Il 1º settembre 2019 avrà inizio il LM5: The Tour. Il tour toccherà i continenti di Europa e Oceania per un totale di 47 tappe.

## Accoglienza
| Recensione      | Giudizio |
| --------------- | -------- |
| Metacritic      | 69/100   |
| All Music       |          |
| The Guardian    |          |
| The Independent |          |
| NME             |          |
| The Times       |          |

Kate Solomon di Metro scrive che l'album "è più coeso rispetto al precedente Glory Days", pur riscontrando una grande varietà di stili musicali. Joe Passmore di Attitude scrive: "LM5 fa un genuino sforzo per allontanarsi dal contagioso Disney pop che ci si aspetta da loro", e ha aggiunto che il sound del disco "è più coeso, lucido e sicuro dei loro due ultimi dischi in particolare". Mike Nied di Idolator trova l'album "pieno di rischi creativi" e afferma che con "una bassa concentrazione di tracce filler e pop di alta qualità che collega una varietà di suoni, LM5 è facilmente uno dei migliori lavori delle Little Mix ad oggi", considerandolo anche "il loro disco più ambizioso". Amy McMahon di Hot Press ha apprezzato The National Manthem, dicendo che "mostra i veri talenti delle ragazze", apprezzandone le "bellissime armonie". Hannah Mylrea del NME dichiara che l'album è un po' carente a livello musicale ma che "ci sono momenti di risalto di pop" e che "liricamente è il più maturo che abbiano mai fatto", concludendo dicendo che il disco "è il culmine della crescita della band negli ultimi sette anni". Alim Kherag di The Observer ha avuto sentimenti contrastanti dichiarando che "gli album delle Little Mix hanno sempre faticato a trovare la loro identità. È frustrante, perché canzoni come Love a Girl Right, il trip-hop di American Boy e Strip sono strane meraviglie che provano che le Little Mix possono essere una formidabile forza del pop".

## Tracce
1. The National Manthem – 0:29
2. Woman like Me (feat. Nicki Minaj) – 3:49
3. Think About Us – 3:55
4. Strip (feat. Sharaya J) – 3:19
5. Monster in Me – 3:45
6. Joan of Arc – 3:11
7. Love a Girl Right – 3:02
8. American Boy – 3:11
9. Told You So – 3:12
10. Wasabi – 2:34
11. More than Words (feat. Kamille) – 3:18
12. Motivate – 3:21
13. Notice – 3:34
14. The Cure – 3:35

Tracce bonus nell'edizione deluxe
1. Forget You Not – 3:07
2. Woman's World – 3:37
3. The Cure (Stripped) – 1:47
4. Only You (con i Cheat Codes) – 3:09

Traccia bonus dell'edizione giapponese
1. Only You (acoustic) – 3:09

## Classifiche

### Classifiche settimanali
| Classifica (2018) | Posizione massima |
| ----------------- | ----------------- |
| Australia         | 8                 |
| Austria           | 21                |
| Belgio (Fiandre)  | 8                 |
| Belgio (Vallonia) | 51                |
| Canada            | 25                |
| Corea del Sud     | 16                |
| Danimarca         | 16                |
| Estonia           | 16                |
| Francia           | 55                |
| Germania          | 22                |
| Giappone          | 60                |
| Grecia            | 19                |
| Irlanda           | 2                 |
| Italia            | 22                |
| Lituania          | 7                 |
| Norvegia          | 32                |
| Nuova Zelanda     | 6                 |
| Polonia           | 42                |
| Portogallo        | 11                |
| Regno Unito       | 3                 |
| Repubblica Ceca   | 28                |
| Slovacchia        | 31                |
| Spagna            | 8                 |
| Stati Uniti       | 40                |
| Svezia            | 28                |
| Svizzera          | 22                |

### Classifiche di fine anno
| Classifica (2018) | Posizione |
| ----------------- | --------- |
| Belgio (Fiandre)  | 185       |
| Irlanda           | 27        |
| Regno Unito       | 25        |
| Classifica (2018) | Posizione |
| Regno Unito       | 57        |